# William Holden
William "Bill" Holden, (O’Fallon, Illinois, 1918. április 17. – Santa Monica, Kalifornia, 1981. november 12.) Oscar- és Emmy-díjas amerikai színész. Az 1950-es évek egyik legkeresettebb amerikai színésze volt. 1953-ban Oscar-díjat nyert A 17-es fogolytáborban nyújtott alakításáért, és 1974-ben Emmy-díjjal jutalmazták a Blue Knight tévéfilmben megformált szerepéért. Hatszor került fel az év legtöbb bevételét hozó színészek listájára (1954-1958 között és 1961-ben), 1956-ban az első helyet is elérte. Az Amerikai Filmintézet Minden idők legjobb színészei listáján a 25. helyet kapta meg.

## Fiatalkora
Holden 1918. április 17-én született az Illinois állambeli O’Fallonban William Franklin Beedle Jr. néven. Édesapja, William Franklin Beedle (1891–1967) ipari vegyész és édesanyja, Mary Blanche Ball (1898–1990) iskolai tanár volt. Két öccse volt: Robert Westfield "Bobbie" Beedle (1921–1944) és Richard P. Beedle (1924–1964). William és testvérei nagyon szigorú neveltetésben részesültek, mind apjuk, mind mélyen vallásos anyjuk felől. Idősebb William Beedle vegyész hivatása mellett rövid ideig hivatásszerűen, majd hobbiból sportolt is, így később ifjabb William számára is fontossá vált a sport szeretete.
Hároméves korában William és családja a Kalifornia állambeli South Pasadenába költözött, Hollywood szomszédságába. Mivel Hollywood hírhedt volt orgiáiról és erkölcsi züllöttségéről, így a szülők próbálták minél távolabb tartani a fiúkat attól. William itt járt középiskolába, és itt került közelebb a színészkedéshez az iskolai színjátszókörben. Miután leérettségizett, egy rövid ideig az apjának dolgozott, eközben elvállalt egy kisebb színházi szerepet, ahol egy nyolcvanéves öregembert kellett eljátszania. Egy hollywoodi „tehetségvadász” itt csapott le rá, meghallgatásra hívta a Paramount filmstúdióba, amit elsőre William visszautasított elfoglaltságai miatt, de második felkeresésre végül elment a stúdióba és azonnal szerződést ajánlottak neki. Szülei rosszallása ellenére az épphogy csak 20 éves fiú tenni akart egy próbát a filmszínészettel, így elfogadta a szerződést és hamarosan Hollywoodba költözött.

## Karrierje

### Korai karrierje (1938-1949)

#### Kezdeti sikerek:Golden Boy

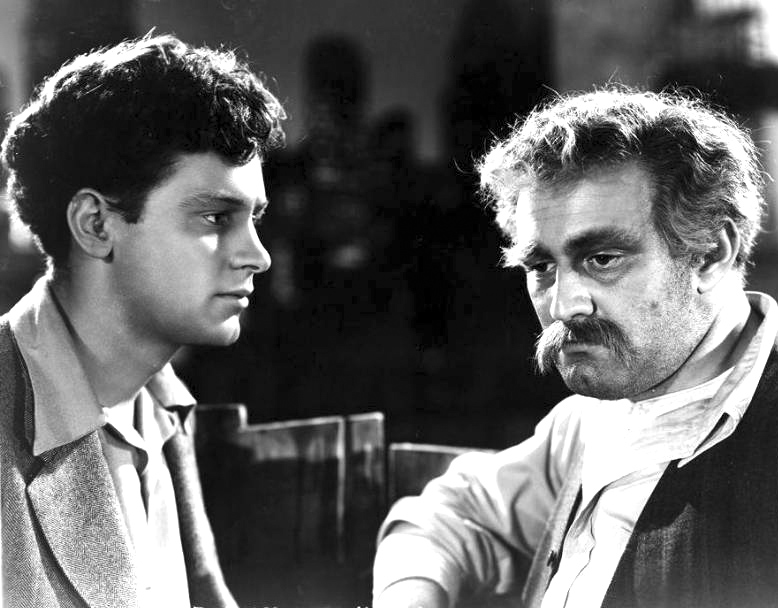
Lee J. Cobb-bal (Golden Boy) (1939)

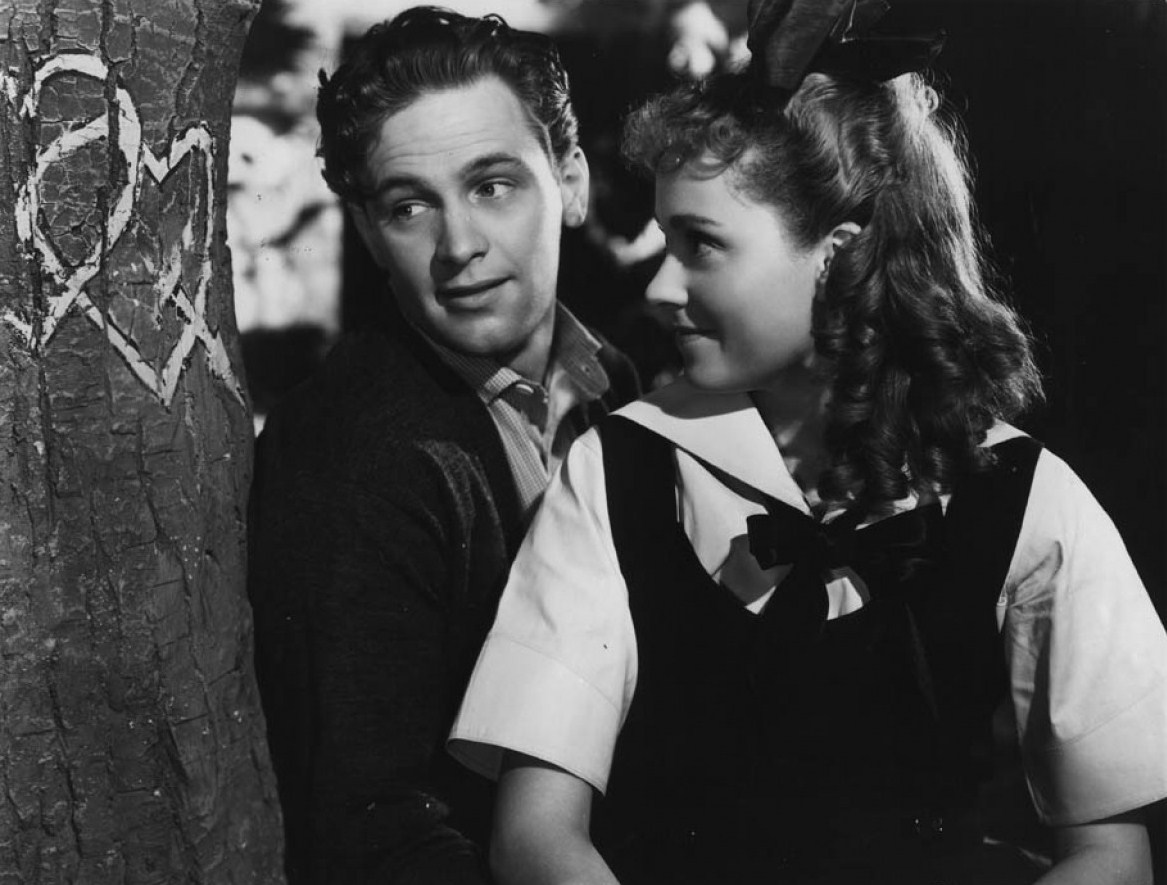
Martha Scott-tal A mi kis városunkban (1940)

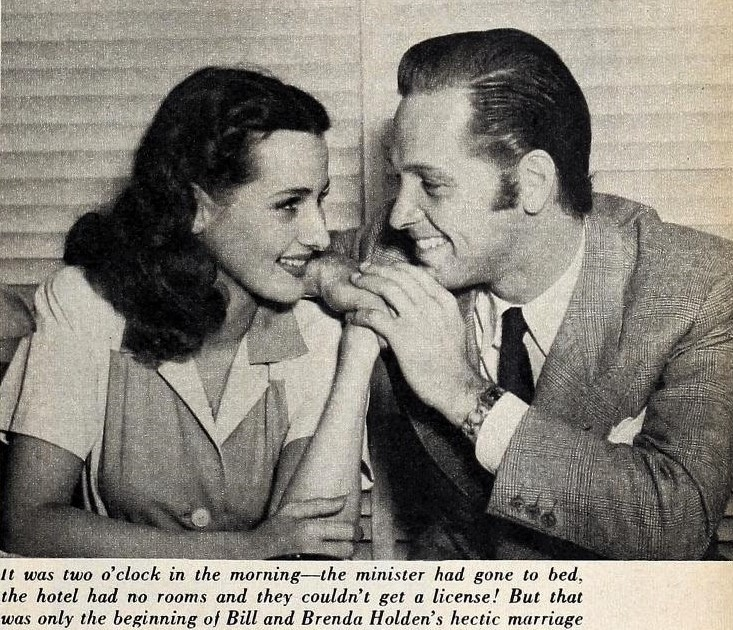
Holden és felesége, Brenda Marshall 1941-ben

Holdent eleinte nem igazán foglalkoztatták a Paramount filmstúdióban, leginkább promóciós fotózásokon és más színészek próbafelvételein vett részt. Később tagja lett a stúdió által létrehozott „Golden Circle” nevezetű, a stúdió fiatal és ígéretes színészeit tömörítő társaságnak, amelynek tagja volt Susan Hayward is. 1938-ban két filmben ajánlottak fel statiszta szerepet a fiatal színésznek. Az egyik filmben szövege sem volt, a másikban is csak annyit kellett mondani, hogy „Köszönöm”.
Azonban nem kellett sokat várni az első főszerepre, mivel a Columbia filmstúdióban egy másik színész próbafelvételén kiszúrták őt a sikeres színdarab, a Golden Boy filmes adaptációjának főszerepére Barbara Stanwyck és Lee J. Cobb mellé. Ekkor nevezték át William Beedleről William Holden névre. A Holden nevet egyesek szerint Gloria Holden színésznőről, mások szerint William Holden rovatvezetőről kapta.
Holden nem kezdett túl jól az első próbákon és szóba került, hogy lecserélik, de Stanwyck kiállt a fiú mellett, és a film sikeres is lett a mozikban. Holden és Stanwyck életre szóló barátságot kötöttek ekkor. Holden hálája jeléül élete végéig minden egyes évben a Golden Boy első forgatási napjának évfordulóján egy csokor rózsát küldött Stanwycknek. 1978-ban, az 50. Oscar-gálán Holden és Stanwyck együtt léptek díjátadóként a színpadra, amikor Holden eltérve szövegétől köszönetet mondott a színésznő 39 évvel azelőtti nagylelkű segítségéért. Négy évvel később, az 54. Oscar-gálán Stanwyck Életműdíjat vehetett át és ezt mondta a pár hónapja elhunyt Holdenről: "Nagyon szerettem őt és hiányzik. Mindig azt szerette volna, ha kapok egy Oscart. És ma este, Golden Boyom, teljesült a kívánságod”.
A Golden Boy sikere után Holden egyik napról a másikra ígéretes hollywoodi sztárrá emelkedett. Második filmjében, az Invisible Stripesban olyan befutott sztárokkal játszhatott együtt, mint Humphrey Bogart és George Raft, harmadik filmjében (Those Were the Days!(1940)) neve már a film címe fellett jelent meg. Az 1940-es A mi kis városunk, amelyben a főszereplő George Gibbs szerepét játszotta el, óriási kasszasiker lett és hat Oscar-díj jelölést kapott. Azonban a stúdióvezetők Holdenben leginkább csak a „jóképű szomszéd fiú” karakterét látták, így nagyobb kihívást jelentő szerepeket nem igazán kapott. Még két jelentősebb, Oscar-jelöléseket szerző filmben szerepelt: Arizona (1940), I Wanted Wings (1941).

#### II. világháborús szolgálat
1942-ben William Holden bevonult az  Amerikai Egyesült Államok haderejébe és a haderő első filmes szakaszában (First Motion Picture Unit) szolgált hadnagyként, majd főhadnagyként. Mivel Holden híres filmsztár volt, így nem engedték neki, hogy bevetésben vegyen részt, helyette kiképző filmekben szerepeltették, mint például a Reconnaissance Pilotban (1943). Amíg Holdent és a bevonult filmsztárokat Texas állam egyik bázisán „elrejtették” a nyilvánosság elől, addig Holden öccse, Bobbie az amerikai légierő pilótájaként életet vesztette bevetés közben, ami miatt a színész először kezdte szégyellni hivatását.

#### Visszatérés a filmvászonra
1945-ben szerelt le Holden hadseregtől, azonban visszatérése a filmiparba közel sem volt zökkenőmentes. Mivel Holden három év kihagyás után nemcsak „szomszéd fiús” kinézetét vesztette el, de rajongótábora is jórészt megfeledkezett róla, így a stúdió vezetői nem igazán tudtak neki szerepeket ajánlani. A negyvenes évek végén jellemzően a mosolygós, jóképű férfi szerepét játszotta el, főként másodkategóriás filmekben, de akadtak sikeres filmjei is, mint a Dear Ruth (1947), a Rachel and the Stranger (1948) és az Apartment for Peggy (1948). Első jelentősebb színészi kihívását a Golden Boy után a Dark Past (1948) jelentette, ahol egy pszichopata gyilkost kellett játszania. A felajánlott szerepek folyamatos javulása ellenére Holden karrierje nem akart újra beindulni és úgy tűnt, hogy kisebb költségvetésű vígjátékok, romantikus és westernfilmek fő- és mellékszerepeivel kell beérnie.

### Karrierjének csúcspontja (1950-1960)

#### Alkony sugárút

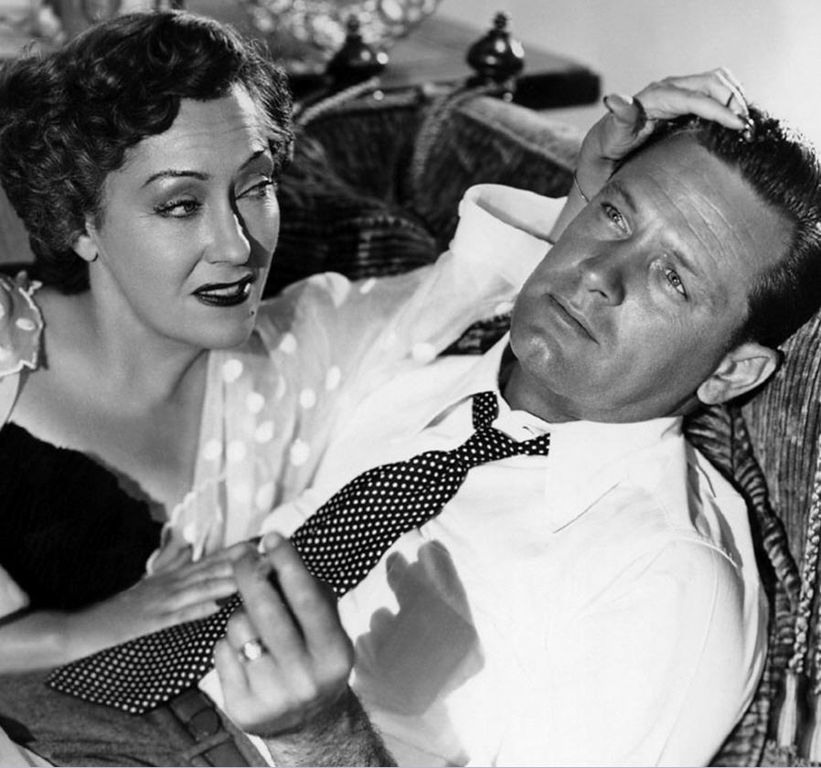
Gloria Swanson-nal (Alkony sugárút) (1950)

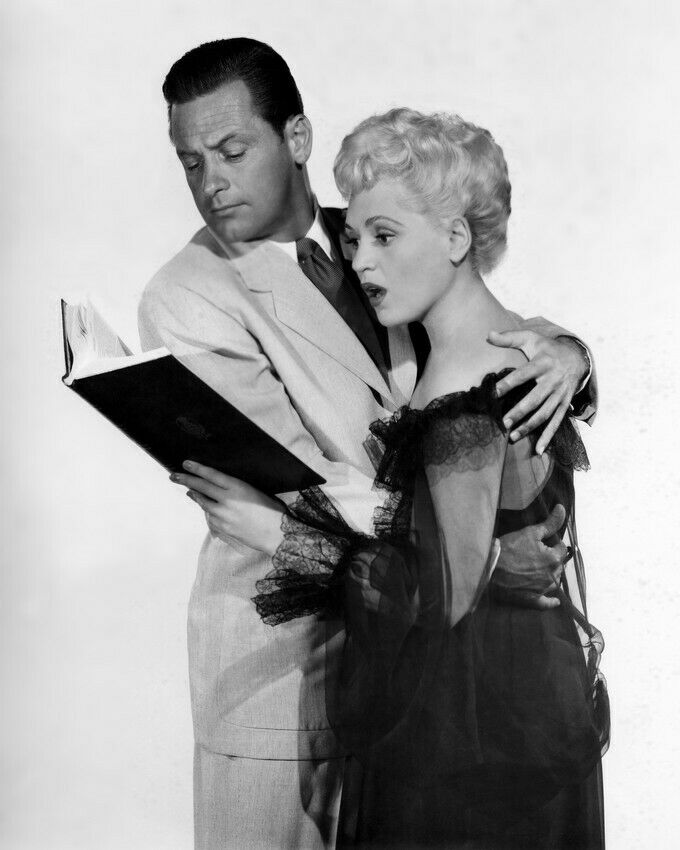
Judy Holliday-yel a Born Yesterdayben (1950)

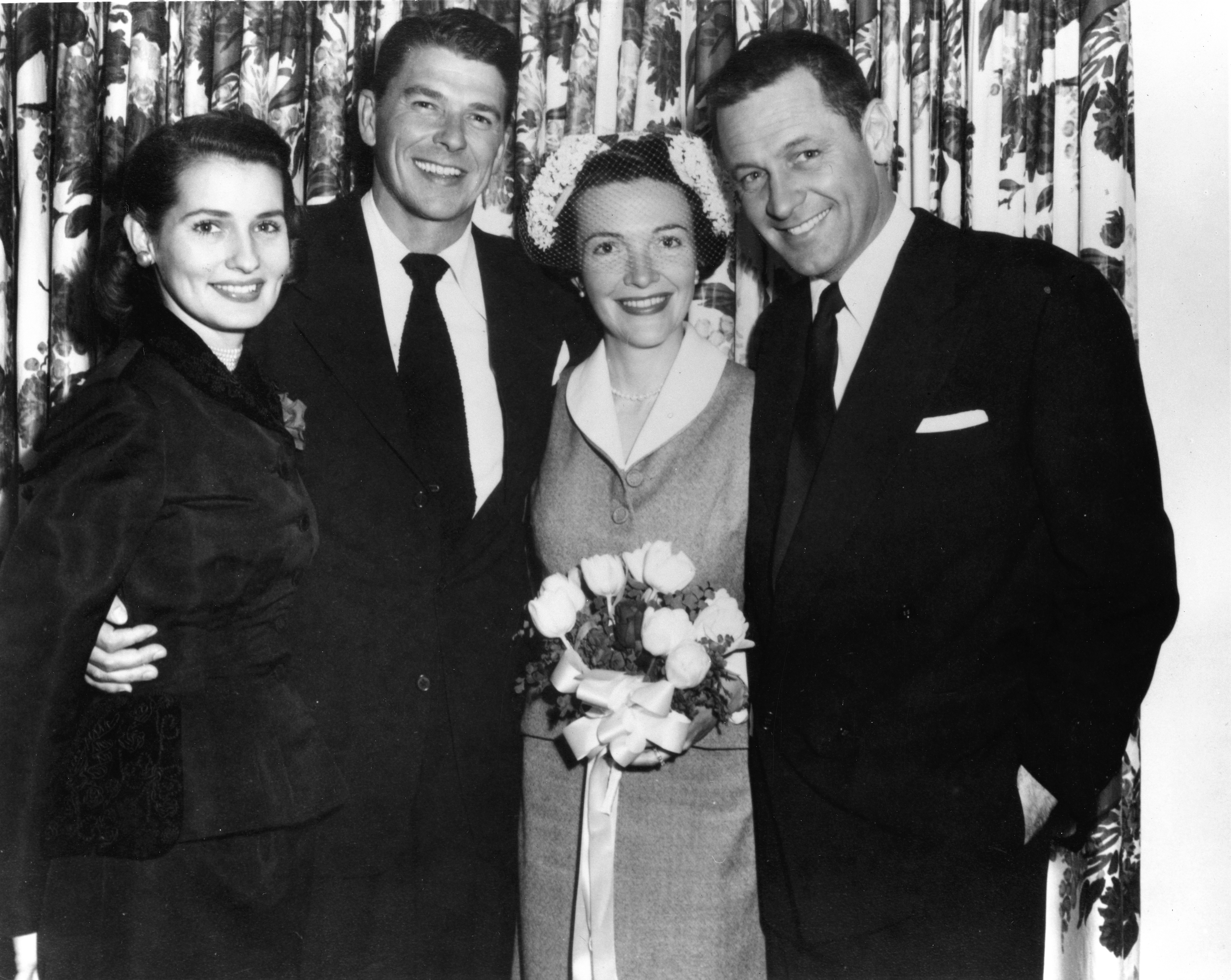
Holden és felesége, mint esküvői tanúk Ronald Reagan házasságkötésén (1952)

Az igazi áttörést a Billy Wilder rendezte Alkony sugárút (1950) hozta meg, amelyhez szerencsére is szüksége volt a színésznek, mivel a főszerepre eredetileg Montgomery Cliftet válogatták be, de a forgatás megkezdése előtt váratlanul visszalépett és így esett Wilder választása végül Holdenre. A film óriási szakmai és nézői sikert aratott, összesen 11 Oscar-díjra jelölték, amelyből az egyik jelölést William Holden kapta a legjobb férfi főszereplőnek járó díjra.
1950-ben egy másik kasszasiker filmben, a George Cukor rendezte Born Yesterdayben is szerepelt Holden, amelynek női sztárja, Judy Holliday játékáért elnyerte a legjobb női főszereplőnek járó Oscar-díjat. Az Alkony sugárút sikere és az Oscar-jelölés nem hozta el Bill Holden számára a várva várt fellendülést karrierjében, de a felajánlott szerepek immár kicsivel nagyobb kihívást jelentettek számára és egyre inkább drámákban kapott főszerepeket, vígjátékok helyett. Az Alkony sugárút sikeréből adódóan még három filmben párosították Holdent Nancy Olsonnal: Union Station (1950), Force of Arms (1951), Submarine Command (1951).

#### A 17-es fogolytáborés az Oscar-díj

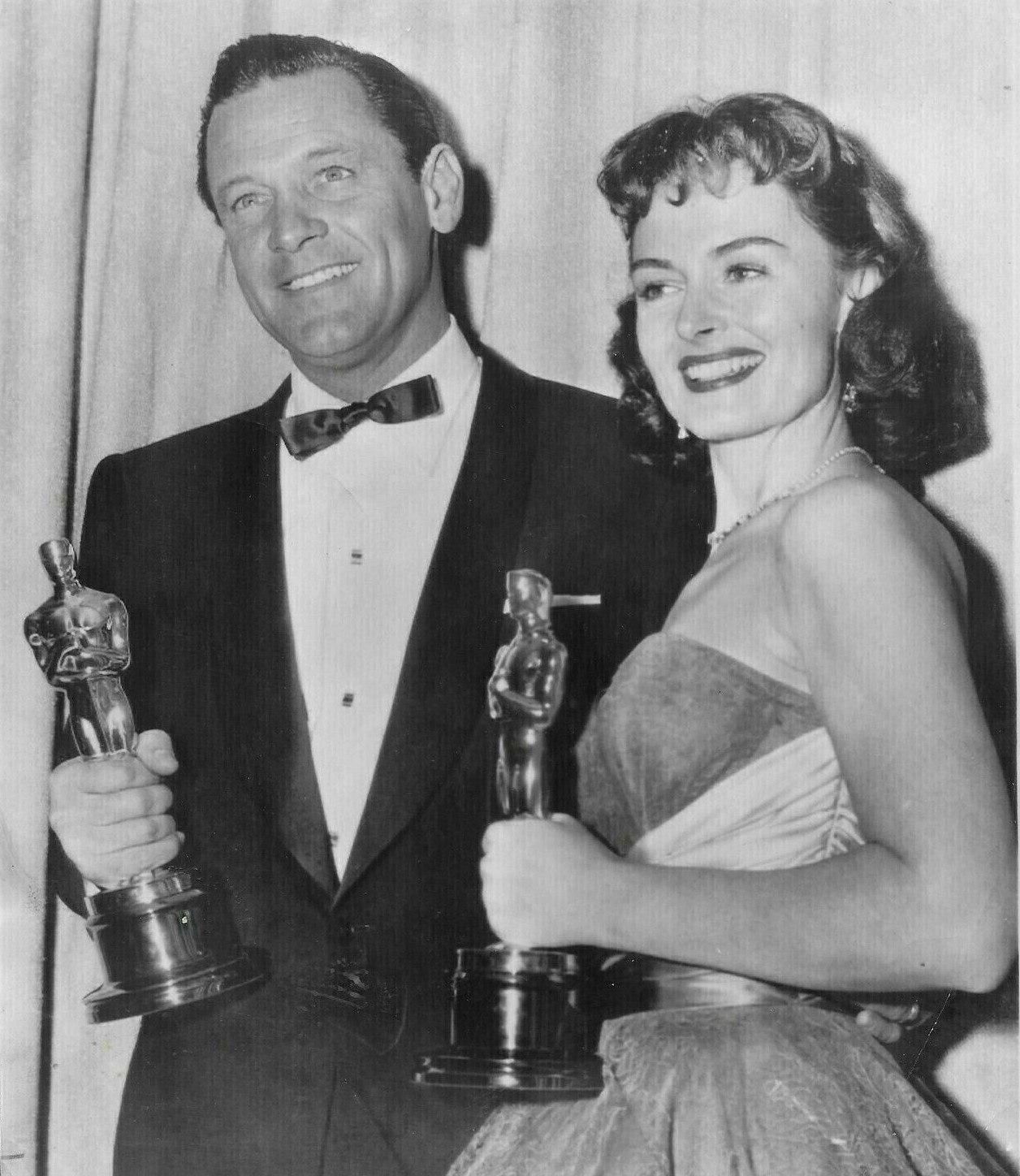
Holden és Donna Reed elnyert Oscar-díjukkal (1954)

William Holden karrierjének újabb löketét ismét egy Billy Wilder által rendezett film, A 17-es fogolytábor hozta el, amelyben alakított szerepéért 1954-ben a legjobb férfi színésznek járó Oscar-díjat vehette át, olyan színészeket utasítva maga mögé, mint Marlon Brando, Burt Lancaster, Montgomery Clift és Richard Burton.
1953-ban a nagy indulatokat kavaró, Otto Preminger rendezte The Moon Is Blueban is főszerepet játszott, amelynek vetítését három, akkoriban cenzúrázás által tiltott szó (szerető, elcsábít, szűz) miatt több amerikai államban betiltották, de éppen emiatt óriási nézői sikert aratott. 

#### Hollywood első számú férfi színésze

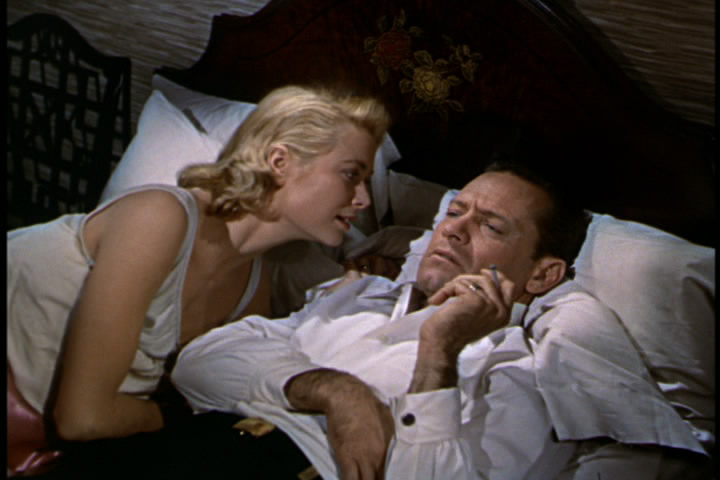
Grace Kelly-vel a Toko-ri hídjaiban (1954)

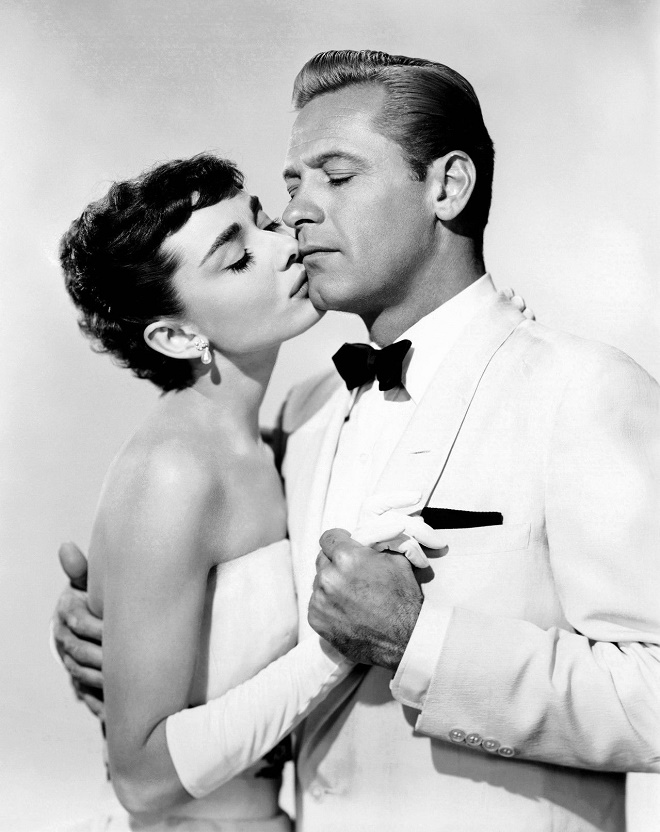
Audrey Hepburn és Holden (Sabrina, 1954)

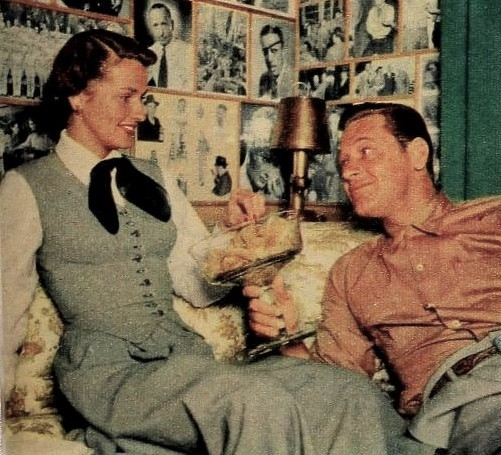
Feleségével, Brenda Marshall-lal 1954-ben

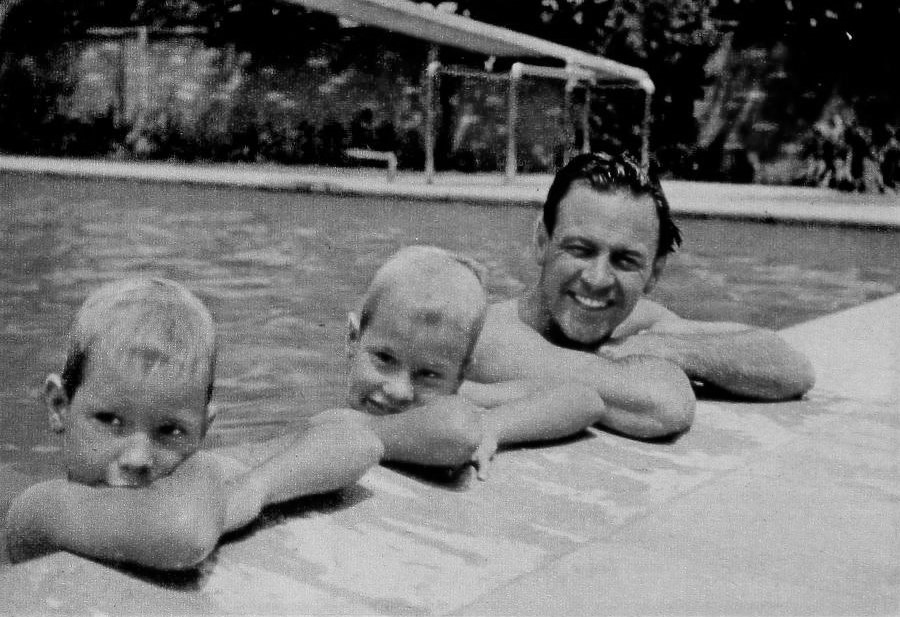
Fiaival, Westtel és Scottal 1954-ben

Az Oscar-díj elnyerése és a blockbuster The Moon Is Blue után Holden Hollywood legkeresettebb férfi színészévé vált. Nem sok filmszínésznek sikerült egymás után zsinórban annyi kasszasikert hozó filmben játszania mint Holdennek. Az egymás után bemutatott a Vezetői lakosztály (1954), Sabrina (1954), A vidéki lány (1954), A Toko-Ri hídjai (1954), A szerelem nagyon ragyogó dolog (1955) és a Piknik (1955) mind óriási kasszasikereket értek el. Utóbbi két romantikus film sikerének köszönhetően Bill Holden az 50-es évek egyik férfi szexszimbólumává emelkedett. 1954-ben a Life magazin címlapjára is felkerült és 1956-ra ő lett a legnagyobb bevételt hozó filmsztár, letaszítva a trónról John Wayne-t. Az 50-es évek népszerű sorozatában, az I Love Lucy egyik epizódjában is felbukkant a sztár, amelyet a mai napig a sorozat egyik legemlékezetesebb epizódjának tartanak.
1957-ben a Híd a Kwai folyón jelentette Holden karrierjének legjövedelmezőbb filmjét. A színésznek sikerült olyan előnyös fizetést kiharcolnia, amire addig nem volt példa, így Holden 750 ezer dollárt és a film bevételeinek 10%-át tehette zsebre. Mivel a film óriási kasszasiker volt és még évekig jövedelmezett, ezért a színész a film bevételeinek 10%-ából multimilliomossá vált az évek során.
Holden karrierjének prosperáló időszakát az 1960-as Suzie Wong világa zárta, amely nagyon jól teljesített a mozikban és Holden 1961-ben ismét a tíz legtöbb bevételt generáló sztár közé emelkedett.

### Karrierjének lassú hanyatlása (1961-1968)
A negyven év feletti Holden karrierje az 1960-as évekre lejtmenetbe kapcsolt és filmjei egymás után buktak meg a mozikban. Az első bukása a Satan Never Sleeps volt, amit követett a The Lion, a A hetedik nap és az Audrey Hepburnnel forgatott Párizsi mesék. Egyedül az 1962-ben bemutatott kémdráma, a Hamis áruló ért el szolidabb szakmai és nézői sikereket. Holden filmes bukásaihoz nagyban hozzájárult amerikai közmegítélésének megromlása, amiatt hogy a színész családjával együtt 1959-ben Hollywoodból Svájcba költözött és sűrűn vállalt USA-n kívül forgatott filmekben szerepet. A 60-as évek végére Holden egyre kevesebbszer szerepelt filmekben és a színészi karrierjének befejezése is felmerült benne.

### Karrierjének újbóli fellendülése (1969-1976)

#### A vad banda

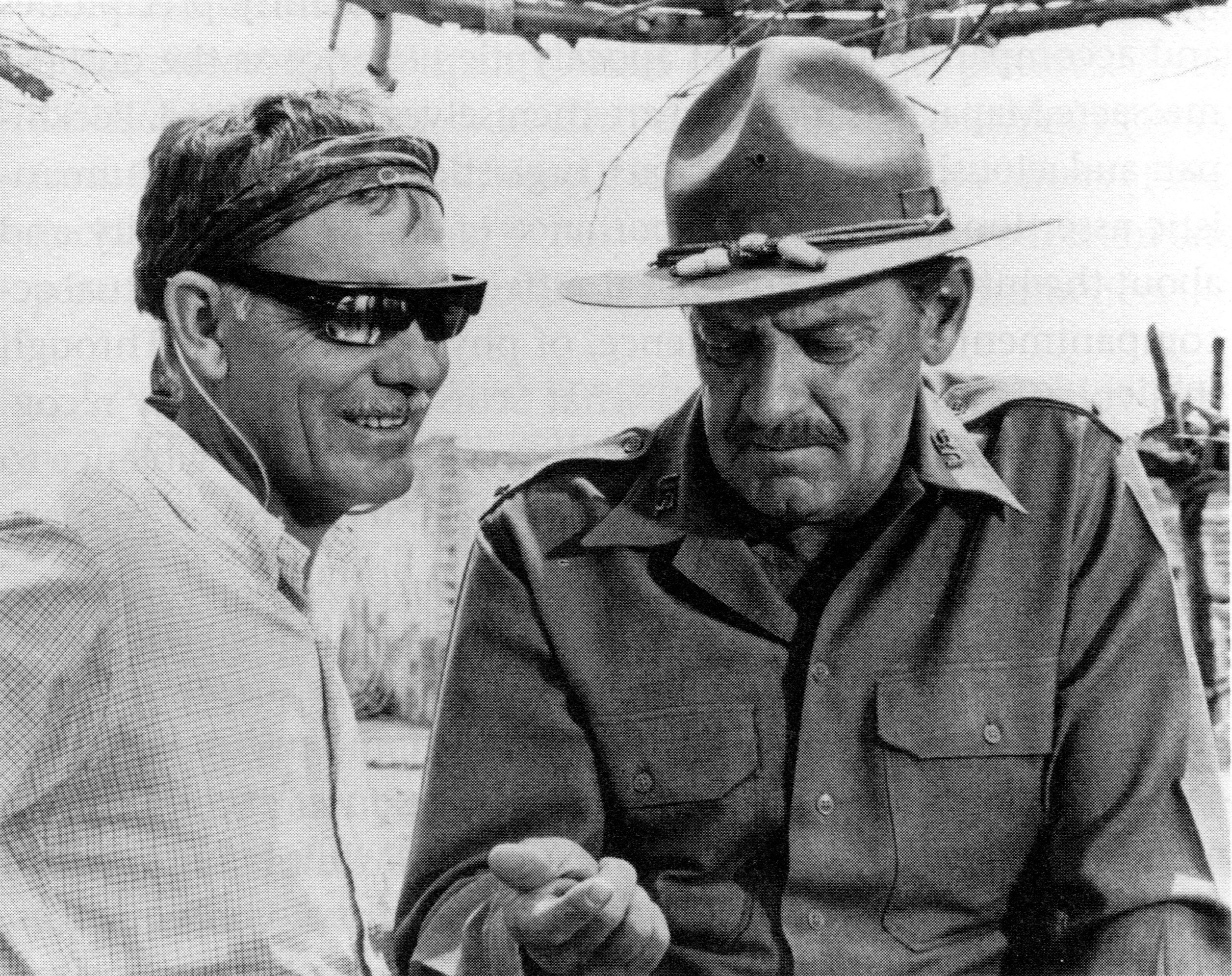
Sam Peckinpah-val a Vad banda forgatásán (1969)

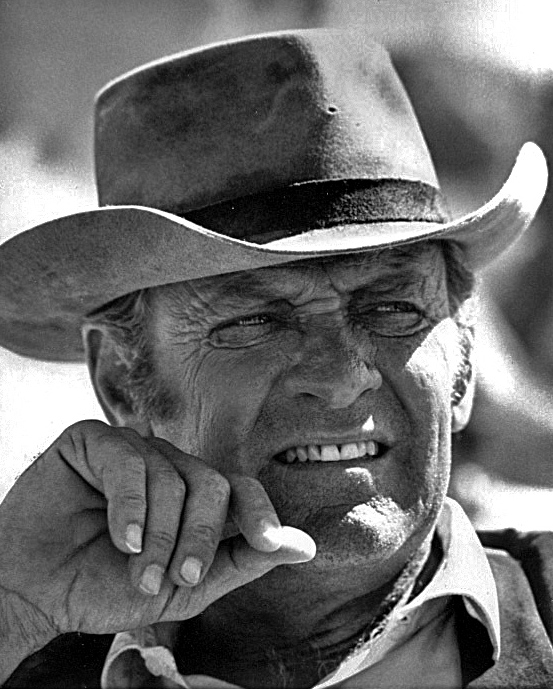
Megtorlók forgatásán (1972)

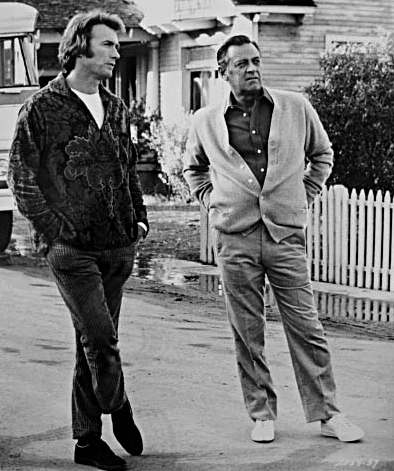
Clint Eastwood-dal a Szerelem korhatár nélkül forgatása alatt (1973)

Holden karrierjét Sam Peckinpah újító westernje, a Vad banda élesztette fel. William alakítását méltatták a kritikusok, azonban a Filmművészeti és Filmtudományi Akadémia egy ilyen erőszakos filmben való alakításáért még csak hajlandó sem volt megfontolni a díjra való jelölés lehetőségét. Hogy a Vad bandában róla kialakult erőszakos képet enyhítse, a színész elvállalta a francia-olasz családi film, a Pascal karácsonyfája egyik főszerepét, amit ma a 60-as évek „legkönnyfakasztóbb” filmjének tartanak. Ezután a színész leginkább western szerepeket kapott, amik meg sem közelítették a Vad banda sikerét.

#### The Blue Knight
Mivel karrierje ismét hamar lejtmenetbe váltott át, így Bill Holden úgy látta érdemes kipróbálnia magát az egyre népszerűbbé váló televíziós filmek világában, ezért elvállalta a Joseph Vambaugh bestseller regényén alapuló The Blue Knight kiöregedő utcai rendőrjének szerepét. A The Blue Knightot az amerikai televíziózás egyik első minisorozataként tartják számon, amelyet négy egymást követő estén, 45 perces epizódokban sugároztak a televízióban. A minisorozat óriási sikert aratott a nézők körében és 1974-ben Holden legjobb férfi főszereplőnek járó Emmy-díjat vehetett át alakításáért.

#### Hálózat
A televíziós sikere után Holden karrierje ismét emelkedő pályára állt, aminek köszönhetően szerepet kapott az óriási költségvetésű Pokoli toronyban Paul Newman és Steve McQueen mellett. A katasztrófafilm óriási bevételt produkált és Holden is jó kritikákat kapott, aminek köszönhetően a színész elnyerte Sidney Lumet Hálózat című filmjének egyik főszerepét. A filmben nyújtott alakításáért William Holden megkapta karrierjének utolsó Oscar-jelölését, a díjat végül szereplőtársa, Peter Finch kapta meg posztumusz. 1976-ban Holden ismét televízióban próbált szerencsét, A borzalom 21 órájaban, azonban ezúttal kisebb sikerrel járt.

### Késői karrierje (1977-1981)
A Hálózat sikere és az Oscar-jelölés nem hozott újabb fellendülést Holden karrierjében. Habár az  Ómen főszerepét Gregory Peck előtt neki ajánlották fel, azonban Holden nem kívánt horror filmben játszani. Látva a film hatalmas sikerét igent mondott a folytatásban, az Ómen 2-ben való főszerepre, azonban (mint várható volt) az nem volt annyira sikeres, mint elődje. 1978-ban Holden negyedik alkalommal ismét összeállt Billy Wilderrel a Fedora című filmre, azonban a film csak Európában könyvelhetett el nagyobb sikereket magának. Élete utolsó éveiben kisebb költségvetésű filmekben szerepelt, amelyek többsége nem teljesített jól a mozikban. Utolsó filmje a Blake Edwards rendezte S.O.B. volt.

## Magánélete

### Színészeten kívüli tevékenységei
Ahogy egyre sikeresebb és gazdagabb színésszé vált Holden, annál inkább különböző üzleti tevékenységekbe fektette a pénzét világszerte. Az 50-es évek közepétől Holden a világ egyre több részét tudta meglátogatni és lenyűgözte őt a távoli kultúrák és emberek világa. Különösen az ázsiai Hongkong és az afrikai Kenya vált üzleti tevékenységeinek fő helyszínévé. Hongkongban – ahol több filmet is forgatott – többek között egy rádióállomást és szállodákat vett meg és üzemeltetett, míg a kenyai Nanyukiban 1959-ben létrehozta a Mount Kenya Safari Clubot, aminek számos előkelő tagja lett. A korai éveiben vadászó Holden az afrikai vadvilág megismerésével letette a puskáját és létrehozta saját vadrezervátumát, ahol a helyi népesség bevonásával próbálta fenntartani a környék vadvilágának állományát. Halála után élettársa, Stefanie Powers William Holden Vadvilági Alapítvány (William Holden Wildlife Foundation) névvel egy szervezetet is létrehozott, amelyet azóta is működtet.

### Házassága és viszonyai
Holden 1941-ben házasodott össze Brenda Marshall színésznővel, akivel harminc évig együtt voltak. Két fiuk született, Peter Westfield "West" és Scott Porter Holden, valamint Holden adoptálta Marshall első házasságából született lányát, Virginiát. Mivel második gyermekük születése után feleségén kimutatták, hogy szervezete nem bírna el még egy gyermek kihordását, ezért Holdenen vazektómiát végeztek el, hogy ne veszélyeztesse felesége egészségét.
Holdennek nagyon sok futó kapcsolata volt felesége mellett, akik közül kiemelkedik Audrey Hepburnnel való viszonya, akivel majdnem össze is házasodott. Hepburn mindenképpen gyerekeket akart vállalni, ami Holdennel nem volt megvalósítható. William Grace Kellyvel is viszonyt kezdett, akivel szintén a házasság gondolata felmerült, azonban Kelly erősen vallásos családja miatt ez a tervük meghiúsult. Miután Holden az 1960-as évektől egyre inkább különélt feleségétől, így a francia modellel és színésznővel, Capucinenel már nyíltabban kezdett viszonyt. 1971-ben elvált Marshalltól és 1972-től haláláig Stefanie Powersszel volt együtt.

### Híresebb barátságai
William Holden legjobb barátja Glenn Ford volt, akivel együtt kezdték meg filmes karrierjüket az 1940-es években és két filmben is együtt szerepeltek: Texas (1940), A coloradói férfi (1948). Holden halála előtt még egy közös westernfilm forgatását tervezték.
A Golden Boy forgatása alatt nyújtott segítsége után Holden nagyon közeli baráti kapcsolatot ápolt Barbara Stanwyck színésznővel, akivel 1954-ben a Vezetői lakosztályban is együtt játszott.
Holden és az előbb színész, majd később elnök Ronald Reagan jó kapcsolatot ápoltak egymással William 1981-ben bekövetkezett haláláig. Holden és felesége 1952-ben esküvő tanúi is voltak a későbbi elnöknek és feleségének.

### Alkoholproblémája és halála
Holden élete nagy részében alkoholfüggő volt, ami saját elmondása szerint a II. világháborús szolgálata alatt vált igazán súlyossá, részben a hónapokig tartó bezártság, részben az öccse halála miatt kialakult bűntudata miatt. Többek szerint Holden depresszióval küzdött élete során, illetve színészi hivatását sem tartotta igazán megbecsülendőnek és nem szerette a hírnévvel járó nehézségeket sem. Alkoholproblémája a 60-as évekre vált életveszélyessé, amikor többször is a kiszáradás szélére jutott és azonnali kórházi ápolásra volt szüksége. Holden minden tőle telhetőt megtett, hogy leküzdje problémáját, melynek érdekében elvonókúrákra járt, csoportterápián vett részt és egy pszichológussal is elbeszélgetett. A 70-es évek során kisebb-nagyobb hullámokban váltakozott a színész egészségügyi és lelki állapota és valahogy mindig sikerült túllépnie egy-egy depressziós mélyvölgyén.
Azonban 1981 végén, amikor következő tervezett filmjének, a The Championship Seasonnak a forgatását elhalasztották, mély depresszióba esett és Santa Monica-i lakásába bezárkózva erősen inni kezdett. 1981. november 12-én elesett és beverte homlokát az éjjeli szekrénybe, majd lassan elvérzett. A Holden holttestét megvizsgáló halottkém, Thomas Noguchi szerint a színész az esést követően még fél óráig eszméleténél lehetett, mivel nyolc darab zsebkendőt is felhasznált vérzésének elállításához. A telefon karnyújtásnyira volt Holden testétől és pár csepp vért is találtak rajta, de a halottkém szerint valószínűleg az alkohol hatása alatt lévő férfi nem mérte fel a helyzet súlyosságát vagy túl büszke volt segítséget hívni. Holttestét négy nappal később találták meg, hamvait (saját kívánsága szerint) a Csendes-óceánba szórták.
Az énekes-zeneszerző Suzanne Vega a következő sort Holden halálára utalva írta bele a Tom’s Diner című számába: "egy színész, aki meghalt, miközben ivott" ("an actor who had died while he was drinking").

## Filmográfia

### Filmek
| Év   | Film                                                            | Szerep                                 | Magyar hangja                                                                                       | Megjegyzés |
| ---- | --------------------------------------------------------------- | -------------------------------------- | --------------------------------------------------------------------------------------------------- | --- |
| 1938 | Prison Farm                                                     | Fogoly                                 | –                                                                                                   | Statiszta (első film) |
| 1939 | Million Dollar Legs                                             | Végzős diák, aki azt mondja 'Köszönöm' | –                                                                                                   | Statiszta |
| 1939 | Golden Boy                                                      | Joe Bonaparte                          | –                                                                                                   | |
| 1939 | Invisible Stripes                                               | Tim Taylor                             | –                                                                                                   | |
| 1940 | Those Were the Days!                                            | P.J. "Petey" Simmons                   | | |
| 1940 | A mi kis városunk Our Town                                      | George Gibbs                           | Faragó József                                                                                       | |
| 1940 | Arizona                                                         | Peter Muncie                           | –                                                                                                   | |
| 1941 | I Wanted Wings                                                  | Al Ludlow                              | –                                                                                                   | |
| 1941 | Texas                                                           | Dan Thomas                             | –                                                                                                   | |
| 1942 | The Fleet's In                                                  | Casey Kirby                            | –                                                                                                   | |
| 1942 | The Remarkable Andrew                                           | Andrew Long                            | –                                                                                                   | |
| 1942 | Meet the Stewarts                                               | Michael Stewart                        | –                                                                                                   | |
| 1943 | Young and Willing                                               | Norman Reese                           | –                                                                                                   | |
| 1947 | Blaze of Noon                                                   | Colin McDonald                         | –                                                                                                   | |
| 1947 | Dear Ruth                                                       | William Seacroft hadnagy               | –                                                                                                   | |
| 1947 | Variety Girl                                                    | Önmaga                                 | –                                                                                                   | |
| 1948 | A coloradói férfi The Man from Colorado                         | Del Stewart                            | Juhász György                                                                                       | |
| 1948 | Rachel and the Stranger                                         | Big Davey                              | –                                                                                                   | |
| 1948 | Apartment for Peggy                                             | Jason Taylor                           | –                                                                                                   | |
| 1948 | The Dark Past                                                   | Al Walker                              | –                                                                                                   | |
| 1949 | Streets of Laredo                                               | Jim Dawkins                            | –                                                                                                   | |
| 1949 | A tökéletes titkárnő Miss Grant Takes Richmond                  | Dick Richmond                          | Kálmán György                                                                                       | |
| 1949 | Dear Wife                                                       | Bill Seacroft                          | –                                                                                                   | |
| 1950 | Father Is a Bachelor                                            | Johnny Rutledge                        | –                                                                                                   | |
| 1950 | Alkony sugárút Sunset Boulevard                                 | Joe Gillis                             | 1. magyar változat: Végvári Tamás 2. magyar változat: Széles Tamás                                  | Oscar-díj jelölés – Oscar-díj a legjobb férfi főszereplőnek |
| 1950 | Union Station                                                   | William Calhoun hadnagy                | –                                                                                                   | |
| 1950 | Tegnap született Born Yesterday                                 | Paul Verrall                           | n.a                                                                                                 | |
| 1951 | Force of Arms                                                   | Joe "Pete" Peterson őrmester           | –                                                                                                   | |
| 1951 | Submarine Command                                               | LCDR Ken White                         | –                                                                                                   | |
| 1952 | Boots Malone                                                    | Boots Malone                           | –                                                                                                   | |
| 1952 | Fordulópont The Turning Point                                   | Jerry McKibbon                         | n.a                                                                                                 | |
| 1953 | A 17-es fogolytábor Stalag 17                                   | J.J. Sefton őrmester                   | 1. magyar változat: Fülöp Zsigmond 2. magyar változat: Kőszegi Ákos                                 | Oscar-díj a legjobb férfi főszereplőnek Jelölés – New York Film Critics Circle Award for Best Actor                                                                 |
| 1953 | The Moon Is Blue                                                | Donald Gresham                         | –                                                                                                   | |
| 1953 | Die Jungfrau auf dem Dach                                       | Turista                                | –                                                                                                   | Statiszta |
| 1953 | Forever Female                                                  | Stanley Krown                          | –                                                                                                   | |
| 1953 | Menekülés Fort Bravóból Escape From Fort Bravo                  | Roper százados                         | Harcsik Róbert                                                                                      | |
| 1954 | Vezetői lakosztály Executive Suite                              | McDonald Walling                       | n.a                                                                                                 | Különdíj a legjobb szereposztásnak |
| 1954 | Sabrina                                                         | David Larrabee                         | 1. magyar változat: Végvári Tamás 2. és 3. magyar változat: Kőszegi Ákos                            | |
| 1954 | Toko-ri hídjai                                                  | Harry Brubaker hadnagy                 | n.a                                                                                                 | |
| 1954 | A vidéki lány The Country Girl                                  | Bernie Dodd                            | Gáti Oszkár                                                                                         | |
| 1955 | A szerelem nagyon ragyogó dolog Love Is A Many-Splendored Thing | Mark Elliott                           | n.a                                                                                                 | |
| 1955 | Piknik Picnic                                                   | Hal Carter                             | n.a                                                                                                 | Jelölés – BAFTA-díj a legjobb férfi főszereplőnek |
| 1956 | The Proud and Profane                                           | Colin Black alezredes                  | –                                                                                                   | |
| 1956 | Toward the Unknown                                              | Lincoln Bond őrnagy                    | –                                                                                                   | |
| 1957 | Híd a Kwai folyón The Bridge on the River Kwai                  | Shears parancsnok                      | 1. magyar változat: Fülöp Zsigmond 2. magyar változat: Haás Vander Péter                            | |
| 1958 | The Key                                                         | David Ross százados                    | –                                                                                                   | |
| 1959 | Lovaskatonák The Horse Soldiers                                 | Henry "Hank" Kendall őrnagy            | 1. magyar változat: Kőszegi Ákos 2. magyar változat: Tarján Péter                                   | |
| 1960 | Suzie Wong világa The World of Suzie Wong                       | Robert Lomax                           | n.a                                                                                                 | Jelölés – Laurel-díj a legjobb férfi főszereplőnek |
| 1962 | Satan Never Sleeps                                              | O'Banion atya                          | –                                                                                                   | |
| 1962 | A hamis áruló The Counterfeit Traitor                           | Eric Erickson                          | n.a                                                                                                 | |
| 1962 | Az oroszlán The Lion                                            | Robert Hayward                         | Mádi Szabó Gábor                                                                                    | |
| 1964 | A lány, aki ellopta az Eiffel-tornyot Paris – When It Sizzles   | Richard Benson / Rick                  | Mécs Károly                                                                                         | |
| 1964 | A hetedik nap                                                   | Ferris őrnagy                          | n.a                                                                                                 | |
| 1966 | Alvarez Kelly                                                   | Alvarez Kelly                          | –                                                                                                   | |
| 1967 | Casino Royale                                                   | Ransome                                | Buss Gyula                                                                                          | |
| 1968 | Piszkos osztag The Devil's Brigade                              | Robert T. Frederick alezredes          | n.a                                                                                                 | |
| 1969 | Vad banda The Wild Bunch                                        | Pike Bishop                            | 1. magyar változat: Buss Gyula 2. magyar változat: Kristóf Tibor                                    | |
| 1969 | Pascal karácsonyfája                                            | Laurent Ségur                          | n.a                                                                                                 | |
| 1971 | Vad vándorok Wild Rovers                                        | Ross Bodine                            | Tordy Géza                                                                                          | |
| 1972 | Megtorlók The Revengers                                         | John Benedict                          | Rajhona Ádám                                                                                        | |
| 1973 | Szerelem korhatár nélkül Breezy                                 | Frank Harmon                           | Csernák János                                                                                       | |
| 1974 | Open Season                                                     | Hal Wolkowski                          | –                                                                                                   | |
| 1974 | Pokoli torony The Towering Inferno                              | Jim Duncan                             | Bitskey Tibor                                                                                       | |
| 1976 | A borzalom 21 órája 21 Hours at Munich                          | Manfred Schreiber rendőrfőnök          | Tolnai Miklós                                                                                       | tévéfilm |
| 1976 | Hálózat Network                                                 | Max Schumacher                         | 1. magyar változat: Benkő Gyula 2. magyar változat: Fülöp Zsigmond 3. magyar változat: Bolla Róbert | Jelölés – Oscar-díj a legjobb férfi főszereplőnek Jelölés – BAFTA-díj a legjobb férfi főszereplőnek Jelölés – National Society of Film Critics Award for Best Actor |
| 1978 | Fedora                                                          | Barry "Dutch" Detweiler                | 1. magyar változat: Szabó Ottó 2. magyar változat: Szersén Gyula                                    | |
| 1978 | Ómen 2. Damien: Omen II                                         | Richard Thorn                          | Buss Gyula                                                                                          | |
| 1979 | Műgyűjtők és kalandorok előnyben Escape to Athena               | Börtönben szivarozó fogoly             | Szabó Ottó                                                                                          | Statiszta |
| 1979 | Ashanti                                                         | Jim Sandell                            | Tolnai Miklós                                                                                       | |
| 1980 | Az idő szorításában When Time Ran Out                           | Shelby Gilmore                         | Tolnai Miklós                                                                                       | |
| 1980 | A völgylakó                                                     | Patrick Foley                          | n.a                                                                                                 | |
| 1981 | S.O.B.                                                          | Tim Culley                             | –                                                                                                   | (utolsó filmes szerepe) |

### Televíziós műsorok
| Év   | Műsor                  | Szerep                        | Megjegyzés                                                                                                  |
| ---- | ---------------------- | ----------------------------- | --- |
| 1955 | Lux Video Theatre      | Két felvonás közötti vendég   | Epizód: "Love Letters"                                                                                      |
| 1955 | I Love Lucy            | Önmaga                        | Epizód: "Hollywood at Last"                                                                                 |
| 1956 | The Jack Benny Program | Önmaga                        | Epizód: "William Holden/Frances Bergen Show"                                                                |
| 1973 | The Blue Knight        | Bumper Morgan                 | TV-film/minisorozat Primetime Emmy-díj a legjobb férfi főszereplőnek (televíziós minisorozat vagy tévéfilm) |
| 1976 | 21 Hours at Munich     | Manfred Schreiber rendőrfőnök | TV-film |

### Helyezés az év legtöbb bevételét hozó színészek listáján
- 1954 – 7. (USA)
- 1955 – 4. (USA)
- 1956 – 1. (USA)
- 1957 – 7. (USA)
- 1958 – 6. (USA), 6. (Egyesült Királyság)
- 1959 – 12. (USA)
- 1960 – 14. (USA)
- 1961 – 8. (USA)
- 1962 – 15. (USA)

## Fordítás
- Ez a szócikk részben vagy egészben  a   William Holden című angol Wikipédia-szócikk fordításán alapul.  Az eredeti cikk szerkesztőit annak laptörténete sorolja fel. Ez a jelzés csupán a megfogalmazás eredetét és a szerzői jogokat jelzi, nem szolgál a cikkben szereplő információk forrásmegjelöléseként.